# Carme Juanós Sampé
Carme Juanós Sampé (Villalba de los Arcos, 6 de septiembre de 1912 - Oradour-sur-Glane,10 de octubre de 1944), en algunos registros con nombre transcrito como Carme Espinosa, fue una mujer republicana, militante del PSUC y exiliada en Francia. Colaboró con el Partido Comunista Francés como enlace de la Resistencia durante la Segunda Guerra Mundial. Murió quemada viva en el interior de la iglesia de Oradour-sur-Glane en la mayor masacre que las tropas de las Schutzstaffel (SS) alemanas perpetraron en Francia con la destrucción y exterminio de todos los habitantes del pueblo.

## Biografía
Carme Juanós Sampé nació en Vilalba dels Arcs (Tierra Alta) en 1912. Durante la Segunda República española vivió en Barcelona y con el estallido de la guerra civil española militó en el PSUC. En febrero de 1939 se exilió a la vez que sus dos hermanas, aunque cada una se fue por caminos diferentes. A partir de julio de 1940 se estableció en Limoges (Francia) donde colaboró en el reparto de propaganda subversiva contra los alemanes y como enlace de la Resistencia francesa. En 1941 fue detenida al desintegrarse el Partido Comunista Francés. Tras ser liberada, pasó por diferentes ciudades, y se estableció en el pequeño pueblo de Oradour-sur-Glane, en el departamento de la Alto Vienne (Nueva Aquitania) con su compañero Esteban Herrero, un militante comunista procedente de Segovia.
El 10 de junio de 1944 cuatro días después del Desembarco de Normandía, llegó al pueblo un contingente de tropas alemanas con ánimos de venganza. Los habitantes del pueblo fueron acusados de celebrar la victoria aliada y esconder un depósito de armas de la guerrilla. Unos 200 soldados de las SS concentraron a toda la población en la plaza del pueblo. Separados por grupos, los hombres fueron ametrallados y fusilados. Las mujeres, niños y ancianos fueron encerrados en la iglesia a donde los soldados alemanes lanzaron granadas de mano, y posteriormente, incendiaron la totalidad de la iglesia. Todos murieron quemados vivos. Tras la matanza, destruyeron y saquearon las casas e intentaron hacer desaparecer la mayoría de cadáveres.
La masacre de Oradour-sur-Glane fue la mayor masacre de civiles cometida en Francia. Entre las 643 personas asesinadas había 19 republicanos (6 hombres, dos mujeres y 11 menores) en su mayoría catalanes y aragoneses. Juanós Sampé acababa de cumplir 32 años y estaba embarazada.

## Memoria histórica
En 1946 el general Charles de Gaulle decidió reconstruir el pueblo de Oradour-sur-Glane en otro lugar y conservar intactas las ruinas del antiguo pueblo, declarándolas lugar de interés nacional e histórico como símbolo del horror nazi. 
Dos años antes, en 1944, el escultor Apel·les Fenosa ya había recibido el encargo de realizar un monumento en recuerdo a las víctimas. El artista esculpió una gran estatua que representaba a una mujer desnuda y embarazada, con los brazos arriba y rodeada de llamas. Desgraciadamente, despertó las reticencias del obispo y quedó en depósito en el Museo de Arte Moderno de París. Finalmente, en el año 1999, se inauguró el Centro de la Memoria de Oradour-sur-Glane con los nombres y la historia de los mártires y, gracias a la insistencia de Nicole Florensa, la viuda del artista, se incorporó la escultura.